# كلاوديا يانسين
كلوديا جانسين (بالألمانية: Claudia Janssen) (و. 1966 – م) هي ثيولوجية، وأستاذة جامعية، من ألمانيا، ولدت في رتنبورغ آن در وومه.

## مناصب وهيئات
أدارت جامعة ماربورغ.